# Ryūki Miura
Ryūki Miura (japanisch 三浦 龍輝 Miura Ryūki; * 17. Mai 1992 in Machida) ist ein japanischer Fußballspieler.

## Karriere
Miura erlernte das Fußballspielen in der Jugendmannschaft vom FC Tokyo und der Universitätsmannschaft der Meiji-Universität. Seinen ersten Vertrag unterschrieb er 2015 bei Kashiwa Reysol. Der Verein spielte in der höchsten Liga des Landes, der J1 League. 2016 wechselte er zum Drittligisten AC Nagano Parceiro. Für den Verein absolvierte er 15 Ligaspiele. 2017 wechselte er zum Erstligisten Júbilo Iwata. Am Ende der Saison 2019 stieg er mit dem Verein in die zweite Liga ab. Ende 2021 feierte er mit Júbilo die Meisterschaft der zweiten Liga und den Aufstieg in die erste Liga. Nach nur einer Saison in der ersten Liga musste er am Ende der Saison 2022 als Tabellenletzter wieder den Weg in die zweite Liga antreten. 2023 gelang ihm mit dem Verein als Vizemeister der zweiten Liga der direkte Wiederaufstieg in die erste Liga.  Am Ende der Saison 2024 belegte er mit Júbilo den 18. Tabellenplatz und musste somit in die zweite Liga absteigen.

## Erfolge
Júbilo Iwata
- Japanischer Zweitligameister: 2021
- Japanischer Zweitligavizemeister: 2023